# Giovanni Lajolo
Giovanni Lajolo (Novara, 3 gennaio 1935) è un cardinale e arcivescovo cattolico italiano, presidente del Consiglio d'amministrazione dell'Università LUMSA dal maggio 2017.

## Biografia

### Formazione
Giovanni Lajolo, figlio del medico condotto di Grignasco, è nato a Novara il 3 gennaio 1935. È entrato inizialmente nel seminario minore della diocesi di Novara, all'epoca collocato sull'isola di Orta San Giulio; in seguito è passato al seminario di Arona, dopo aver trascorso un anno di studio in Irlanda, a Limerick. Ha frequentato la Pontificia Università Gregoriana come alunno del Pontificio Seminario Lombardo di Roma. Nel 1955 ha ottenuto la licenza in filosofia e nel 1959 in teologia.

### Ministero sacerdotale
Il 29 aprile 1960 è stato ordinato sacerdote dall'allora vescovo ausiliare di Novara Ugo Poletti presso il santuario della Madonna del Sangue di Re.
Dopo un ulteriore periodo di studio e di perfezionamento in Germania e presso la Pontificia Accademia Ecclesiastica, dal 1969 al 1974 ha prestato servizio presso la nunziatura in Germania. A novembre del 1974 si è trasferito a Roma, presso il Consiglio degli Affari pubblici della Santa Sede, dove ha avuto l'incarico di seguire come minutante le questioni di diversi paesi europei. Accanto al cardinale Agostino Casaroli si è occupato della revisioni di molti concordati con i paesi europei e anche quello tra la Santa Sede e lo stato italiano, rinnovato nel 1984.

### Ministero episcopale e cardinalato
Il 3 ottobre 1988 è stato nominato segretario dell'Amministrazione del Patrimonio della Sede Apostolica ed eletto arcivescovo titolare di Cesariana.
Ha ricevuto l'ordinazione episcopale il 6 gennaio 1989 nella Basilica Vaticana da papa Giovanni Paolo II, coconsacranti gli arcivescovi Edward Idris Cassidy e José Tomás Sánchez.
Il 7 dicembre 1995 è stato nominato nunzio apostolico in Germania.
Il 6 ottobre 2003 è stato nominato segretario per i Rapporti con gli Stati della Segreteria di Stato.
Il 15 settembre 2006 papa Benedetto XVI lo ha nominato presidente del Governatorato dello Stato della Città del Vaticano e presidente della Pontificia Commissione per lo Stato della Città del Vaticano.
Ha sostituito in questo incarico il cardinale Edmund Casimir Szoka.
È stato creato cardinale nel concistoro del 24 novembre 2007 da Benedetto XVI, ricevendo la diaconia di Santa Maria Liberatrice a Monte Testaccio. Il 19 ottobre 2008, nel corso della propria festa titolare, l'arciconfraternita di Santa Maria dell'Orto - la più antica di Roma per istituzione canonica (1492) fra quelle ancora in attività  - gli ha conferito la carica di cardinale protettore ad honorem. Carica istituzionale per secoli fino alla metà del Novecento e sempre ricoperta dai più eminenti porporati, dopo la revisione statutaria del 1992 può essere conferita solo a titolo onorifico. Il 3 settembre 2011 Benedetto XVI ha accettato le sue dimissioni per raggiunti limiti di età, chiedendogli di rimanere in carica sino al 1º ottobre successivo. Gli è succeduto l'arcivescovo Giuseppe Bertello.
Il 3 gennaio 2015, al compimento del suo ottantesimo compleanno, ha perso il diritto di entrare nei futuri conclavi. Dal maggio 2017 sostituisce il cardinale Attilio Nicora alla guida del consiglio di amministrazione dell'Università LUMSA.
Il 19 maggio 2018 ha optato per l'ordine presbiterale mantenendo la titolarità di Santa Maria Liberatrice a Monte Testaccio elevata pro hac vice a titolo.

## Opere
- I Concordati Moderni, Brescia, Morcelliana, 1968.
- Libertà di religione e posizione della Chiesa nel diritto dello Stato, Roma, Edizioni Paoline (in coll. con Strigl), 1971.
- Maria, silenzi e parole, Città del Vaticano, Libreria Editrice Vaticana, 2011.
- Le sette parole, Roma, G.E.I., seconda edizione 2011.
- Via Crucis, Città del Vaticano, Libreria Editrice Vaticana, 2013.
- Passione Resurrezione. Riflessioni sul Vangelo secondo Giovanni, Città del Vaticano, Libreria Editrice Vaticana, 2013.
- Lettere alle amiche, Città del Vaticano, Libreria Editrice Vaticana, 2014.
- Postfazione al libro Che cosa ci fa lieti? di Giovanni Emidio Palaia, Tau- Todi, LUMSA-Roma, 2020.

## Genealogia episcopale e successione apostolica
La genealogia episcopale è:
- Cardinale Scipione Rebiba
- Cardinale Giulio Antonio Santorio
- Cardinale Girolamo Bernerio O.P.
- Arcivescovo Galeazzo Sanvitale
- Cardinale Ludovico Ludovisi
- Cardinale Luigi Caetani
- Cardinale Ulderico Carpegna
- Cardinale Paluzzo Paluzzi Altieri Degli Albertoni
- Papa Benedetto XIII
- Papa Benedetto XIV
- Papa Clemente XIII
- Cardinale Enrico Benedetto Stuart
- Papa Leone XII
- Cardinale Chiarissimo Falconieri Mellini
- Cardinale Camillo Di Pietro
- Cardinale Mieczysław Halka Ledóchowski
- Cardinale Jan Maurycy Paweł Puzyna de Kosielsko
- Arcivescovo Józef Bilczewski
- Arcivescovo Bolesław Twardowski
- Arcivescovo Eugeniusz Baziak
- Papa Giovanni Paolo II
- Cardinale Giovanni Lajolo

La successione apostolica è:
- Arcivescovo Thomas Edward Gullickson (2004)
- Arcivescovo Francis Assisi Chullikatt (2006)